# Холизм
Холи́зм (от др.-греч. ὅλος «целый, цельный») в широком смысле — позиция в философии и науке по проблеме соотношения части и целого, исходящая из качественного своеобразия и приоритета целого по отношению к его частям; холизм противостоит редукционизму, он не сводит сложное к простому, целое несводимо к своим частям.
В узком смысле под холизмом понимают «философию целостности», разработанную южноафриканским философом и политическим деятелем Я. Смэтсом, который ввёл в философскую речь термин «холизм» в 1926 году, опираясь на идею, которая восходит к «Метафизике» Аристотеля, что «целое есть нечто помимо частей».

## Принцип
Онтологический принцип холизма гласит: целое всегда есть нечто большее, чем простая сумма его частей. С холистической позиции, весь мир — это единое целое, а выделяемые нами отдельные явления и объекты имеют смысл только как часть общности. В связи с этим многими холистическими мыслителями религиозной и трансцендентальной ориентации делался вывод, что развитие мира должна направлять некая внешняя по отношению к нему сила, хотя, например, такой выраженный имманентист, как Г. Гегель, тоже был последовательным холистом.
В гносеологии холизм опирается на принцип: познание целого должно предшествовать познанию его частей.

## Холизм в истории философии
Холизм господствовал в европейской философской мысли с древности до XVII столетия. Пример холистического утверждения из трудов Гиппократа: «человек есть универсальная и единая часть от окружающего мира», или же «микрокосм в макрокосме». Представитель классического немецкого идеализма Г. В. Ф. Гегель говорил: «только целое имеет смысл».
Однако с развитием в XVII—XIX веках науки и распространением в философии и естествознании механистических и редукционистских идей возобладал взгляд на любую систему как на производное частей, и окрепло убеждение, что свойства любого объекта могут быть выведены из анализа его составляющих элементов. Соответственно, холистический принцип стал восприниматься как не имеющая практической ценности философская концепция и оказался оттеснённым на периферию общественного сознания.
Интерес к идеям холизма снова возрос в XX веке в связи с кризисом классической картины мира и расцветом герменевтики. Собственно, в это время и появился термин — в «философии целостности» Я. Смэтса.

## Холистический принцип в современной философии
Холизм присущ множеству философских концепций развития, в том числе оказавшихся под влиянием идей А. Бергсона и А. Н. Уайтхеда. Выделяют онтологический холизм (утверждает верховенство целостностей перед отдельными элементами) и методологический холизм (объясняет отдельные  феномены в их связи с целостностями). В широком смысле холизм представляет собой установку на учёт всех сторон рассматриваемого явления и критическое отношение к любому одностороннему  подходу.
Холизм пользуется широкой популярностью в самых разных учениях. Его приверженцами выступили А. Ломан, А. Мейер-Абих, Дж. Холдейн, он стал основой гештальтпсихологии, феноменологии Э. Гуссерля, ряда направлений социальной философии (К. Маркс, Э. Дюркгейм, Н. Луман) и современной философии науки (тезис Дюгема-Куайна, тезис Куна-Фейерабенда).
В настоящее время холизм разрабатывается в общей теории систем. Из холистических представлений исходит часто используемое понятие синергии. Практическим воплощением идеи холизма является возникшее в синергетике понятие эмерджентности, то есть возникновения в системе нового системного качества, несводимого к сумме качеств элементов системы. Открыто опирается на холистический принцип К. Уилбер в развиваемой им философской концепции интегральной психологии.

## В лингвистике
В лингвистике холизм означает речевую коммуникацию с помощью слитных фраз, не разделённых на отдельные слова. Такой тип коммуникации, по мнению некоторых учёных, предшествовал членораздельной речи Homo Sapiens, и наблюдался, в частности, у неандертальцев

## В медицине
Медицинская трактовка холизма заключается в том, что живые организмы состоят из множества частей, взаимодействующих между собой. Нарушение работы одной вызывает нарушение работы целой системы.
Холистический философский взгляд отражён в медицине среди широкого спектра направлений, начиная теорией медсестринства и заканчивая остеопатией.

### Холизм и сестринское дело
Философия холизма отражена в деятельности медсестры тем, что она рассматривает человека как цельную совокупность био-психо-социальных аспектов, а не лишь как носителя определённой болезни. Соответственно, её работа заключается в том, чтобы удовлетворить его физические (биологические), психические и социальные потребности, исходя из её возможностей.

## Холистическое прогнозирование
Известный публичный философ Роман Кржнарик рассматривает понятие холистического прогнозирования, как один из ключевых инструментов долгосрочного мышления. Такое прогнозирование ориентировано на более отдалённые горизонты, чем традиционное прогнозирование, оперирует десятилетиями и веками и фокусируется на перспективах человечества и природы в глобальном масштабе, а не на узких институциональных и корпоративных интересах, которые обычно преобладают при традиционном прогнозировании.

## Критика
Несмотря на то, что идея холизма является противоположной по отношению к редукционизму, физик-теоретик и популяризатор науки Дэвид Дойч в своей книге «Структура реальности» показывает критическое отношение в равной мере к обоим понятиям: «Кстати, противоположность редукционизма  — холизм, идея о том, что единственно правильные объяснения составлены на основе систем более высокого уровня, — ещё более ошибочна, чем редукционизм. Чего ожидают от нас холисты? Того, что мы прекратим наши поиски молекулярного происхождения болезней? Что мы откажемся от того, что люди состоят из дробноатомных частиц? Там, где существуют упрощённые объяснения, они столь же желанны, как и любые другие».